# Margaret Hoby
Lady Margaret Hoby, de soltera Dakins (Anglaterra, 1571 - Hackness, Scarborough, North Yorkshire, Anglaterra, 4 de setembre de 1633), va ser una dietarista anglesa del període elisabetià. El seu és el primer diari conegut escrit per una dona en anglès. Cobreix el període 1599–1605 i, havent tingut una educació puritana, reflecteix molta observància religiosa, però dona poca informació sobre els sentiments privats de l'escriptora.
Malgrat aquesta resistència a facilitar les reflexions personals de l'autora, que són actualment pròpies del gènere, els diaris de Margaret Hoby són interessants com a mostra primigènia del gènere diarístic i perquè permeten observar entre línies la vida ocupada d'una dona del seu temps que gestiona una gran casa i les seves propietats. I, així, presenta indirectament el que podia ser el model de «dona ideal» de l'època: obedient com a filla i esposa, pietosa, aplicada, feinera, incansable.

## Vida
Margaret Dakins va néixer abans del 10 de febrer de 1571 (data del seu bateig), filla única d'un terratinent de Linton, East Riding de Yorkshire, Arthur Dakins, i la seva dona, Thomasine Gye.
Va ser educada a la casa de Katherine Hastings, comtessa de Huntingdon, una devota protestant amb tendències puritanes, que dirigia una escola per a dones joves. Les seves futures cunyades, Penelope i Dorothy Devereux,  també hi assistien. Era molt estimada per Henry Hastings, tercer comte de Huntingdon, que li va proporcionar, en casar-se, una part del dot.
Margaret Hoby es va casar tres vegades: primer als divuit anys amb Walter Devereux, germà de Robert, comte d'Essex; després de la seva mort el 1591, amb Thomas Sidney, germà de Sir Philip Sidney i Mary Sidney, comtessa de Pembroke; i després de la mort de Sidney, el 1595, es va casar amb Sir Thomas Posthumous Hoby, que ja l’havia pretès anteriorment. Començà la redacció del seu diari el dia del tercer aniversari d’aquest tercer casament, i l’escriptura es perllongà durant sis anys.

## El diari
El diari de Margaret Hoby va ser escrit com un exercici pietós, en la tradició de l'autoexamen interior, i, com a tal, presagia una escola de recerca religiosa en forma de diari que després continuaria fins al segle XVIII. Alhora ofereix un relat notable dels quefers i disciplines domèstiques de l’època elisabetiana, juntament amb els exercicis, oracions i lectures privades en què era guiada pel seu capellà i confessor, Richard Rhodes, amb qui passava gran part del temps.
Les activitats que recull el diari reflecteixen profundes creences religioses  i la importància de l'observança religiosa per a Hoby –la pregària, la lectura, la meditació...– és evident en bona part del text: "Després de les oracions privades, vaig esmorzar i després vaig anar a l'església: després vaig tornar a casa i vaig resar, després vaig sopar i, quan havia parlat una estona amb alguns dels meus veïns, vaig tornar a l'església: i, després del sermó, vaig recórrer la casa i vaig ordenar diverses coses que s'havien de fer en la meva absència, i, a les cinc, vaig tornar a la pregària privada i meditació. Després vaig anar a sopar, després al llegidor, i així al llit."
Però el diari també dona llum sobre les altres activitats que du a terme la protagonista: atendre els malalts, ajudar les dones pobres, elaborar olis i ungüents medicinals, prestar assessorament mèdic; preparar conserves, fer llaminadures i pa de pessic, vigilar els ruscs de les abelles i fer espelmes; treballar el cànem i la llana, filar i bobinar, cosir, endreçar i classificar els llençols i la roba de la casa, tocar música, fer jardineria, rebre i obsequiar els convidats...
En les absències freqüents del seu marit, que era membre del Parlament, jutge de pau i tenia moltes ocupacions socials, Margaret Hoby havia de portar també la plantació, la collita i la venda de blat, fer-se càrrec de la compra de bestiar i de la plantació d'arbres; signar contractes d'arrendament, tractar els veïns i llogaters, cobrar els lloguers, supervisar la tasca del servei, pagar els sous de criats i treballadors i portar tots els comptes de la casa.

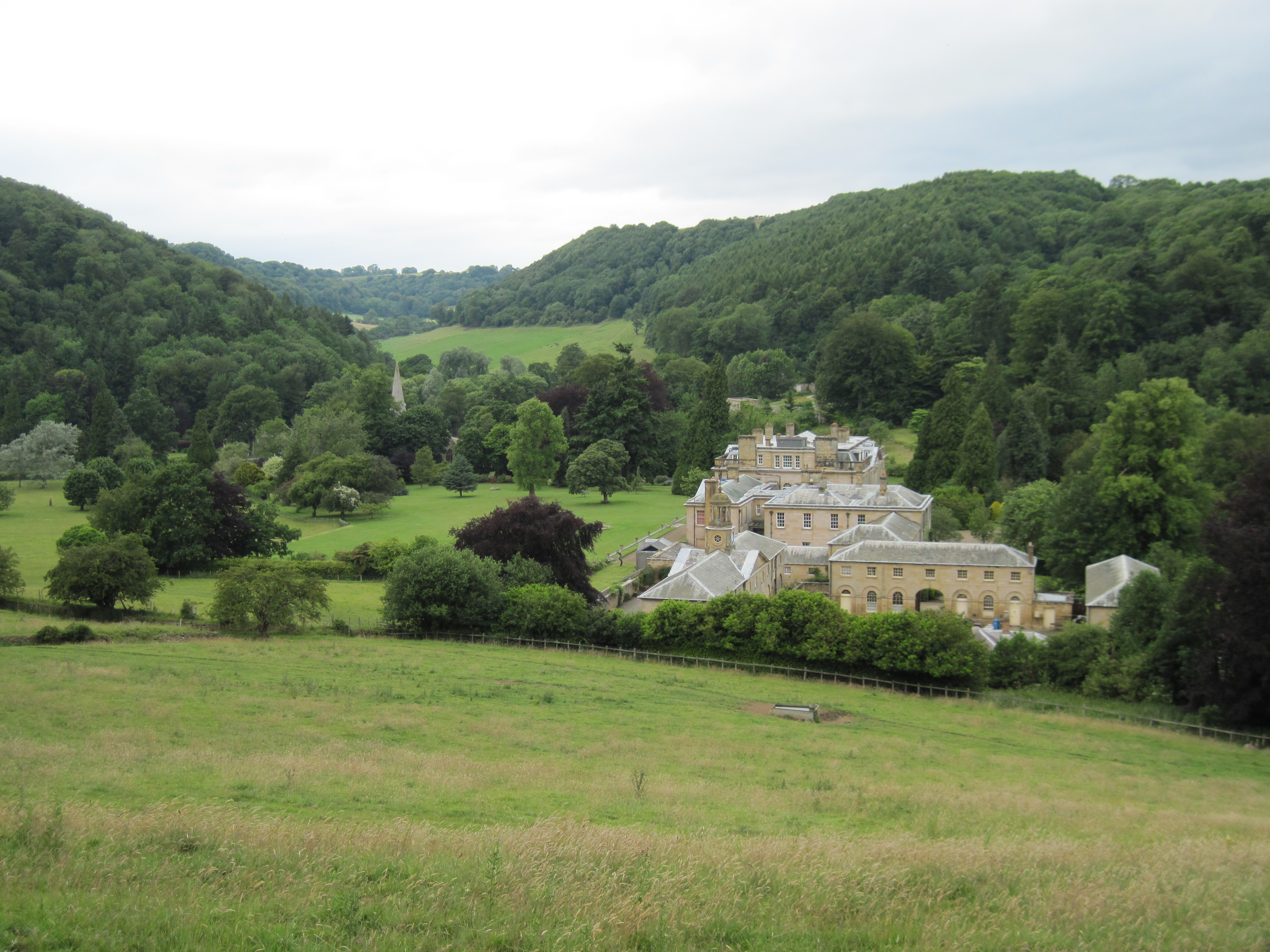
Hackness, la propietat de Margaret Hoby

El diari explica poc sobre els sentiments privats de l'escriptora. Les referències a Sir Thomas Hoby són formals, tot i que mantenien llargues converses passejant per la finca, que Margaret Hoby esmenta en el diari. Va ser prou decidida com per resistir fins al 1632 la petició de cedir-li la seva propietat de Hackness i altres bens, a ell i als seus hereus. Ella mateixa no va tenir fills i finalment hi accedí.
Margaret Hoby va visitar York i Londres diverses vegades durant els anys en què escriu el seu diari, sovint per visitar parents i familiars, però fa poca referència als esdeveniments públics que hi succeïen.
El diari de Margaret Hoby és una finestra a un altre temps, i a una altra vida. A través de la seva activitat i dedicació religiosa, hi veiem una persona interessada en les disputes religioses del seu temps, compromesa amb la seva feina com a dona i gerenta, i curiosa pel món que l'envolta. El diari que pretenia mostrar-la com a membre dels elegits –en el sentit estricte del puritanisme religiós–, la mostra, en canvi, com a membre d'una família, una comunitat, un gènere, un estat i de la humanitat mateixa en una època concreta de la seva història.

## Memorials

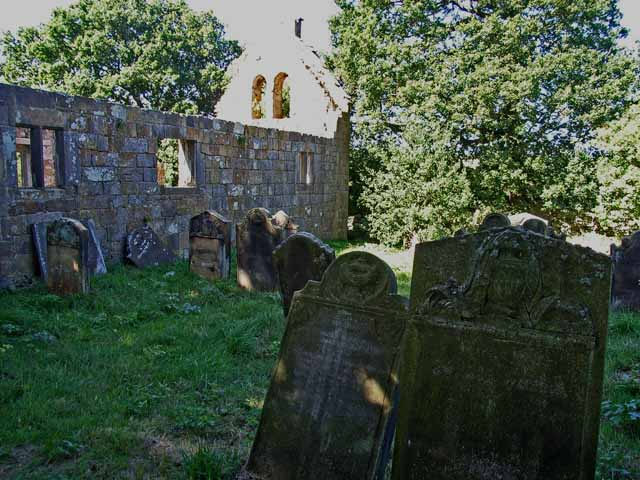
Antiga església de Santa Margarida, a Harwood Dale

Margaret Hoby va morir el 4 de setembre de 1633 i va ser enterrada el 6 de setembre al presbiteri de l'església de Sant Pere, a Hackness, on el seu marit li va erigir un monument d'alabastre. Sobreviu, però la capella de St Margaret a Harwood Dale, que Hoby també va construir en memòria seva, està en ruïnes.